# Giuseppe Orioli

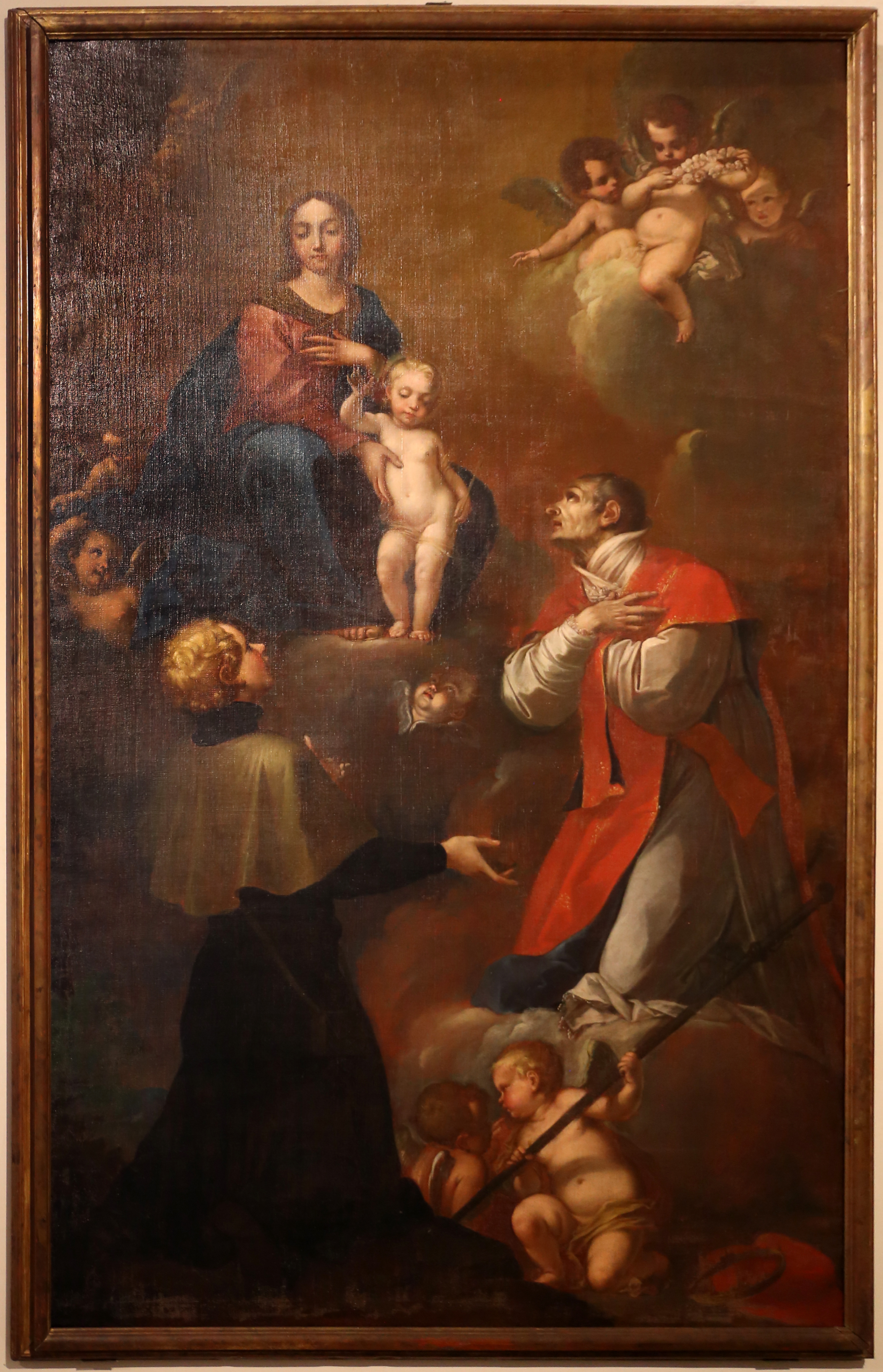
Madonna e santi, palazzo Ducale, Mantova

Giuseppe Orioli (Mantova, 17 luglio 1681 – Mantova, 1750) è stato un pittore italiano attivo nel XVIII secolo tra Emilia e Lombardia.

## Biografia
Suo padre era un carpentiere. Dopo la morte di suo padre nel 1695, Giuseppe si trasferì a Bologna a studiare sotto Giovan Gioseffo Dal Sole. La sua prima opera conosciuta è una Madonna con Bambino e Santi Giuseppe, Apollonia, Carlo Borromeo, Caterina da Bologna, Francesco di Paola e Francesco di Sales (1713) per la chiesa del Suffragio a Faenza. Orioli tornò a Mantova dal 1719.
Dipinse una Immacolata Concezione con i profeti Elia ed Eliseo (1722) per l'altare maggiore della chiesa del Carmine a Canneto sull'Oglio.  Dipinse San Paolo Eremita (1724) per il presbiterio della chiesa parrocchiale di Portiolo.  Dipinse un Sant'Antonio da Padova (1725) per l'altare di Santa Margherita nella basilica di Santa Barbara nel complesso di Palazzo Ducale di Mantova.
Intorno al 1726 dipinse un trittico di una piccola cappella nel palazzo, ora nel museo del palazzo. È costituito da una pala d'altare centrale con la Immacolata Concezione e Santi Anselmo, Luigi Gonzaga e Giovanni Bono e due pezzi laterali con i Santi Longino e la Beata Osanna Andreasi.
La chiesa dei Servi di San Barnaba ha una Madonna col bambino e Filippo Benizi (1730); sette ritratti di fondatori dell'Ordine dei Servi di Maria (1732) e una pala d'altare raffigurante la Madonna col Bambino e san Giovanni Nepomuceno e un vescovo.
Nel 1736 dipinse una Madonna con Bambino e Santi Stanislao Kostka ad Francesco Borgia per l'ex chiesa della Ss. Trinità dei Gesuiti. Nel 1738 dipinse una Immacolata Concezione con i Santi Anna, Benedetto e Gerolamo per la chiesa parrocchiale di Boccadiganda. Dipinse anche nel 1738 una pala d'altare, oggi perduta, della Beata Osanna Andreasi e i santi Vincenzo Ferreri e Antonio Abate per la chiesa parrocchiale di Buscoldo. La pala d'altare della chiesa di San Rocco è di Orioli.

## Opere
- Madonna Immacolata, Palazzo Ducale, Mantova[5]
- Beata Osanna Andreasi, Palazzo Ducale, Mantova[6]
- San Longino, Palazzo Ducale, Mantova[6]
- Immacolata Concezione tra i profeti Elia ed Eliseo, olio su tela, 1722, chiesa del Carmine, Canneto sull'Oglio